# Магарита Василь Іванович
Василь Іванович Магарита (1924 — ?) — український радянський діяч, голова Закарпатської облпрофради, 156-й міський голова Мукачева, голова виконкому Мукачівської міської ради після возз'єднання Закарпатської України з Радянською Україною (1955—1957)

## Життєпис
У 1944 році брав участь в організації прорадянського партизанського руху на Закарпатті, з вересня по листопад 1944 року очолював партизанський загін імені Олекси Борканюка.
Член КПРС.
У 1955—1957 роках — голова виконавчого комітету Мукачівської міської ради депутатів трудящих.
У 1959—1970 роках — голова Закарпатської обласної ради професійних спілок.
З 4 вересня 1970 року — завідувач Закарпатського обласного відділу по використанню трудових ресурсів. На 1980—1986 роки — завідувач Закарпатського обласного відділу по праці.
На його честь у 2016 році була названа вулиця у Мукачево.